# Masis (periodico)
Masis (in armeno Մասիս) fu una rivista in lingua armena pubblicata a Costantinopoli pubblicata tra il 1852 e il 1908 a periodicità varia e con alterne fortune.

## Storia del periodico
Karapet Utuchyan (Կարապետ Իւթիւճեան) fondò la rivista il 2 febbraio 1852 che aveva dimensioni di 4 pagine e contava centimetri 50 x 34.
Dal 1852 al 1884 sotto la direzione di Karapet Utuchyan ebbe pubblicazioni a cadenza quotidiana come descrive il sottotitolo "Լրագիր ազգային, քաղաքական, տնտեսական եւ բանասիրական" (Quotidiano nazionale di politica, economia, filologia)
Dal 1884 divenne definitivamente un settimanale, dapprima abbinando la propria pubblicazione con quella dalla rivista "Arevelk" («Արեւելք») diretta da Arpiar Arpiaryan ma senza abbandonare il titolo della testata. Tale affiancamento durò fino al 1890.
Successivamente il giornale assunse una nuova linea editoriale e cambiò diventando sempre più apertamente incline a posizioni democratiche, iniziando a occuparsi di questioni politiche ed economiche, iniziando a rispondere alle preoccupazioni del popolo armeno, a criticare il governo del sultano e la sua politica anti-armena. La rivista iniziò a dare ampio spazio ad articoli di critica letteraria, ed avvicinarsi a temi legati alla prosa realistica dei paesi europei. Apparvero in particolare articoli e traduzioni di autori russi ed europei da (Aleksandr Sergeevič Puškin a Michail Jur'evič Lermontov, da Alexandre Dumas a Victor Hugo) e tanti altri. 
Oltre ad essere tra le poche riviste ottomane e affrontare con rigore i massacri compiuti dal sultano Abdul Hamid e la situazione politica interna, la direzione di "Masis" preferì uno stile sobrio con articoli brevi e dallo stile veloce, brevi articoli anche legati a temi scientifici e vari reportage.
Alla rivista collaborarono in diversi anni Hagop Baronian, T. Kamsarakan, Levon Bashalyan, Yervand Odian, M. Achemyan, V. Malezyan, Sibil, Arsciak Ciobanian, Elia Demirgibashian, e Hrand Nazariantz.

## Periodici coevi in lingua armena
Periodici coevi in lingua armena furono: 
- «Burastan Mankantz» (Բուրաստան մանկանց),
- «Hayrenik» («Հայրենիք»),
- «Tsaghik»,
- «Anahit», 1898-1911, ripresa tra il 1929-1940 e di nuovo tra il 1946-1949: periodico letterario-culturale,
- «Veratznund» (1917-1919),
- «Apaga» (1921-1924).

A tutti questi lavorò Arsciak Ciobanian.
Altri giornali e riviste diffuse furono:
- «Bagin» («Բագին»9 appendice letteraria della rivista sociopolitica «Azadamard» «Ազատամարտ» (*Combattenti della Libertà),
- «Masis» «Մասիս»,
- «Shant (periodico)» («Շանթ») di Meroujan Barsamian,
- «Biwzandyon» («Բիւզանդիոն»), (*Bisanzio),
- «Amenun Daretsuytsy» («Ամենուն Տարեցույցը»), *Almanacco di Teotig,
- «Mehyan»(«Մեհեան»),
- «Manzume i efkar» in lingua turca.
- «La Patrie» in lingua francese diretta da Jean Minassian,

Tali riviste furono per lo più pubblicate a Costantinopoli.
A Smirne furono pubblicate 
- «Arevelean mamul» («Արևելեան մամուլ») (*Stampa Orientale),
- «Hay grakanutivn» («Հայ գրականութիվն») (*Letteratura Armena),

mentre «Garun» («Գարուն»), (*Primavera) uscì a Mosca.
A Bucarest uscì la rivista «Շեբոր» (Shepor) (*La Tromba).